# Contea di Powhatan
La contea di Powhatan (in inglese Powhatan County) è una contea dello Stato della Virginia, negli Stati Uniti. La popolazione al censimento del 2000 era di 22 377 abitanti. Il capoluogo di contea è Powhatan.